# الدوري الشمالي لكرة القدم 1964–65
الدوري الشمالي لكرة القدم 1964–65 (بالإنجليزية: 1964–65 Northern Football League)‏ هو موسم من الدوري الشمالي لكرة القدم ‏. فاز فيه Whitley Bay F.C. ‏.